# 포비든 앨리
포비든 앨리(Forbidden Alley)는 부산문화방송의 교양 프로그램이다. 소재는 KBS 1TV의 《동네 한 바퀴》와 거의 비슷하며, 실질적인 장르는 세미 다큐멘터리이다.

## 방송 시간
※ 방송 시간은 부산문화방송을 기준으로 한다.
- 본방송 : 매주 화요일 저녁 6시 15분 ~ 7시 5분
- 재방송 : 매주 일요일 아침 8시 ~ 8시 50분

## 로케이션
- 서울특별시
- 부산광역시
- 경주시
- 대구광역시
- 목포시
- 광주광역시
- 청주시
- 대전광역시
- 제주시
- 서귀포시

| MBC TV 월요일 프로그램 |              |              |
| 이전                   | 포비든 앨리  | 다음         |
| 스포츠 매거진          | 포비든 앨리  | 방송종료     |
| 밤 12시 10분           | 밤 12시 50분 | 새벽 2시 5분 |
|                        |              |              |

| MBC TV 목요일 프로그램 |             |                |
| 이전                   | 포비든 앨리 | 다음           |
| 방송시작               | 포비든 앨리 | MBC 뉴스투데이 |
| 방송정보가 없습니다    | 새벽 5시    | 아침 6시       |
|                        |             |                |